# Friedrich Hermann Hartmann
Friedrich Hermann Hartmann (* 15. März 1822 in Frankfurt am Main; † 28. September 1902 in Basel) war ein deutscher Landschaftsmaler der Düsseldorfer Schule sowie Fotograf.

## Leben

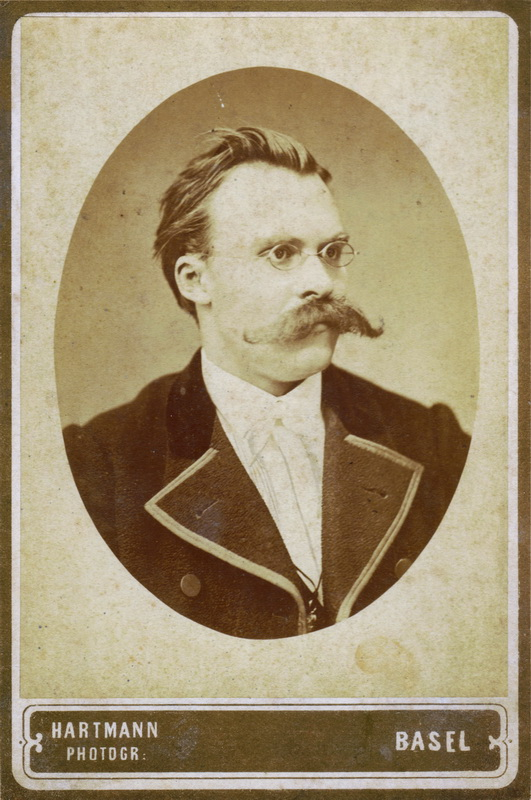
Friedrich Nietzsche, um 1872

Hartmann war Schüler des Städelschen Instituts unter Jakob Becker. In den Jahren von 1847 bis 1849 besuchte er die Kunstakademie Düsseldorf, wo er sich unter Johann Wilhelm Schirmer zum Landschaftsmaler ausbildete. Mehrere seiner Bilder gelangten in Frankfurter Privatbesitz. 1851 eröffnete er in seiner Heimatstadt eine „Photographische Anstalt“. Ab 1855 wirkte er viele Jahre als Fotograf in Basel, wo er im Alter von 80 Jahren starb. Zu den Kunden seiner Porträtfotografie zählte der Philosoph Friedrich Nietzsche.